# اوزونلاروو
اوزونلاروو (به لاتین: Uzunlarovo) یک منطقهٔ مسکونی در روسیه است که در باشقیرستان واقع شده‌است.